# Estación de Lugaritz
La estación de Lugaritz en el término municipal de San Sebastián es una estación ferroviaria situada entre los barrios de Ayete y Ibaeta-Antiguo, en el Paseo de Lugaritz, que pertenece a la empresa pública Euskal Trenbide Sarea, dependiente del Gobierno Vasco. Da servicio a la línea del Topo y a la línea de cercanías San Sebastián-Bilbao, ambas del operador Euskotren Trena.

## Accesos
- Paseo de Lugaritz

## Historia
El trazado del ferrocarril siempre ha transcurrido por esta zona, pero en vía única y por otro trazado (hoy convertido en carril bici). Cuando se decidió duplicar las vías en este trazado, se aprovechó para crear una estación que diese servicio a los vecinos de la zona, los futuros vecinos de Pagola y a la universidad. Esta última tendrá a partir de 2024 una nueva estación más nueva en el Antiguo cuando se construya la pasante por el centro de San Sebastián.